# Hermann von Reichlin-Meldegg
Hermann Freiherr von Reichlin-Meldegg (* 31. Juli 1832 in Regensburg; † 25. November 1914 in München) war ein Offizier und Reichstagsabgeordneter.
Reichlin-Meldegg besuchte das Gymnasium in Regensburg und die Militärakademie in Graz in der Steiermark. 1849 trat er in die österreichische Armee ein, aus der er 1861 als Rittmeister 1. Klasse wieder ausschied.
Von 1871 bis 1874 war er Mitglied des Deutschen Reichstags für das Zentrum und den bayerischen Wahlkreis Oberpfalz 3 (Neumarkt, Velburg, Hemau).